# Jan Vroesen
Jan Vroesen (4 ottobre 1672 – 1725) è stato un avvocato, diplomatico nonché pubblicista olandese, figlio di Adriaen Vroesen, sindaco di Rotterdam.
Dopo aver studiato legge all'Università di Utrecht, fu assunto nel corpo diplomatico del re di Francia. Membro del tribunale del Brabante, fece parte del Staats-Brabant e del consiglio della municipalità dell'Aia. Apparteneva alla cerchia dei simpatizzanti di Baruch Spinoza. Gli tudiosi lo ritengono l'autore del trattato iconoclasta De Tribus Impostoribus, rivolto contro tre religioni monoteistiche: Ebraismo, Cristianesimo e Islam..
Probabilmente partecipò allo sviluppo della biografia di Spinoza intitolata La vie et l'esprit de Spinoza.